# 카를로스 벨라
카를로스 알베르토 벨라 가리도(스페인어: Carlos Alberto Vela Garrido, 1989년 3월 1일 ~ )는 멕시코의 전 축구 선수이다.
카를로스 벨라는 2005년 FIFA U-17 세계 축구 선수권 대회에서 5골로 득점왕을 차지하며 자국 대표팀의 우승을 이끌었다. 이후 아스널로 이적했으나 잉글랜드 취업비자를 발급받는데 실패해 셀타 비고, 살라망카, 오사수나등 스페인에서 임대 생활을 했다. 2008년 5월 22일, 마침내 잉글랜드 취업비자를 발급받은 그는 2008-09시즌부터 아스널에서 활약하고 2011년 8월에 레알 소시에다드로 임대 이적한 뒤 다음해인 2012년 여름 레알 소시에다드로 완전 이적을 하게 되었다.
카를로스 벨라는 빠른 스피드와 뛰어난 테크닉을 지녔으며, 골키퍼의 키를 넘기는 칩슛을 자주 구사한다.

## 경기 기록

### 클럽
(2010년 10월 31일 현재)
| 클럽                   | 시즌        | 리그 | 리그 | 리그 | 컵   | 컵   | 컵   | 유럽 | 유럽 | 유럽 | 총합 | 총합 | 총합 |
| 클럽                   | 시즌        | 출장 | 득점 | 도움 | 출장 | 득점 | 도움 | 출장 | 득점 | 도움 | 출장 | 득점 | 도움 |
| ---------------------- | ----------- | ---- | ---- | ---- | ---- | ---- | ---- | ---- | ---- | ---- | ---- | ---- | ---- |
| 살라망카 (임대)        | 2006–07     | 31   | 8    | 15   | 1    | 0    | 0    | 0    | 0    | 0    | 32   | 8    | 15   |
| 오사수나 (임대)        | 2007–08     | 33   | 3    | 4    | 0    | 0    | 0    | 0    | 0    | 0    | 33   | 3    | 4    |
| 아스널                 | 2008–09     | 14   | 1    | 1    | 7    | 5    | 3    | 8    | 0    | 0    | 29   | 6    | 4    |
| 아스널                 | 2009–10     | 11   | 1    | 0    | 4    | 1    | 2    | 5    | 0    | 0    | 20   | 2    | 2    |
| 아스널                 | 2010–11     | 4    | 1    | 0    | 2    | 0    | 0    | 2    | 2    | 0    | 8    | 3    | 0    |
| 아스날 통산            | 아스날 통산 | 29   | 3    | 1    | 13   | 6    | 5    | 15   | 2    | 0    | 57   | 11   | 6    |
| 레알 소시에다드 (임대) | 2011–12     | 35   | 12   | 0    | 0    | 0    | 0    | 0    | 0    | 0    | 0    | 0    | 0    |
| 통산                   | 통산        | 93   | 14   | 20   | 14   | 6    | 5    | 15   | 2    | 0    | 122  | 22   | 25   |

### 국가대표
2018년 7월 25일 기준
| 국가대표팀             | 시즌 | 출전 | 골 |
| ---------------------- | ---- | ---- | -- |
| 멕시코 축구 국가대표팀 | 2007 | 2    | 1  |
| 멕시코 축구 국가대표팀 | 2008 | 11   | 3  |
| 멕시코 축구 국가대표팀 | 2009 | 9    | 3  |
| 멕시코 축구 국가대표팀 | 2010 | 10   | 2  |
| 멕시코 축구 국가대표팀 | 2011 | 2    | 0  |
| 멕시코 축구 국가대표팀 | 2014 | 2    | 2  |
| 멕시코 축구 국가대표팀 | 2015 | 11   | 4  |
| 멕시코 축구 국가대표팀 | 2016 | 1    | 0  |
| 멕시코 축구 국가대표팀 | 2017 | 15   | 3  |
| 멕시코 축구 국가대표팀 | 2018 | 8    | 1  |
| 멕시코 축구 국가대표팀 | 합계 | 71   | 19 |

## 수상
- MLS 사커 리그 득점왕
- MLS 사커 올해의 팀
- 레알 소시에다드 올해의 선수상